# Tel Jezreel
Tel Jezreel (en hebreo: יִזְרְעֶאל‎ Yīzrə'e'l, “Dios sembrará”) es un yacimiento arqueológico en el Valle de Jezreel oriental en el norte Israel. La ciudad de Jezreel sirvió como fortaleza principal del Reino de Israel  bajo el rey Ajab en el siglo IX a. C.

## Referencias bíblicas

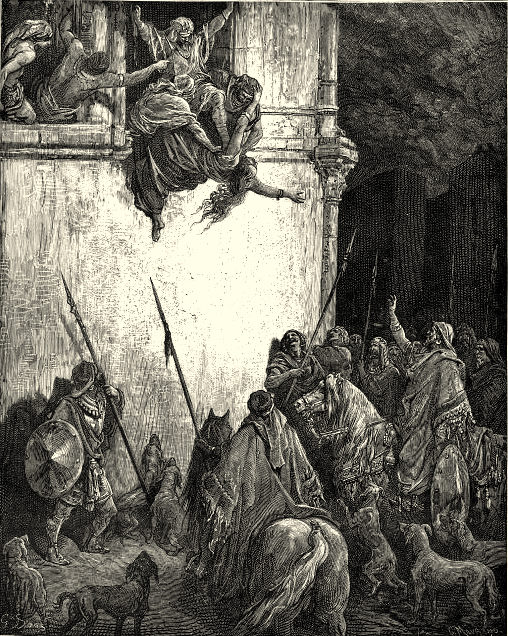
Reina Jezabel ejecutada por defenestración en Jezreel, por Gustavo Doré.

## Arqueología

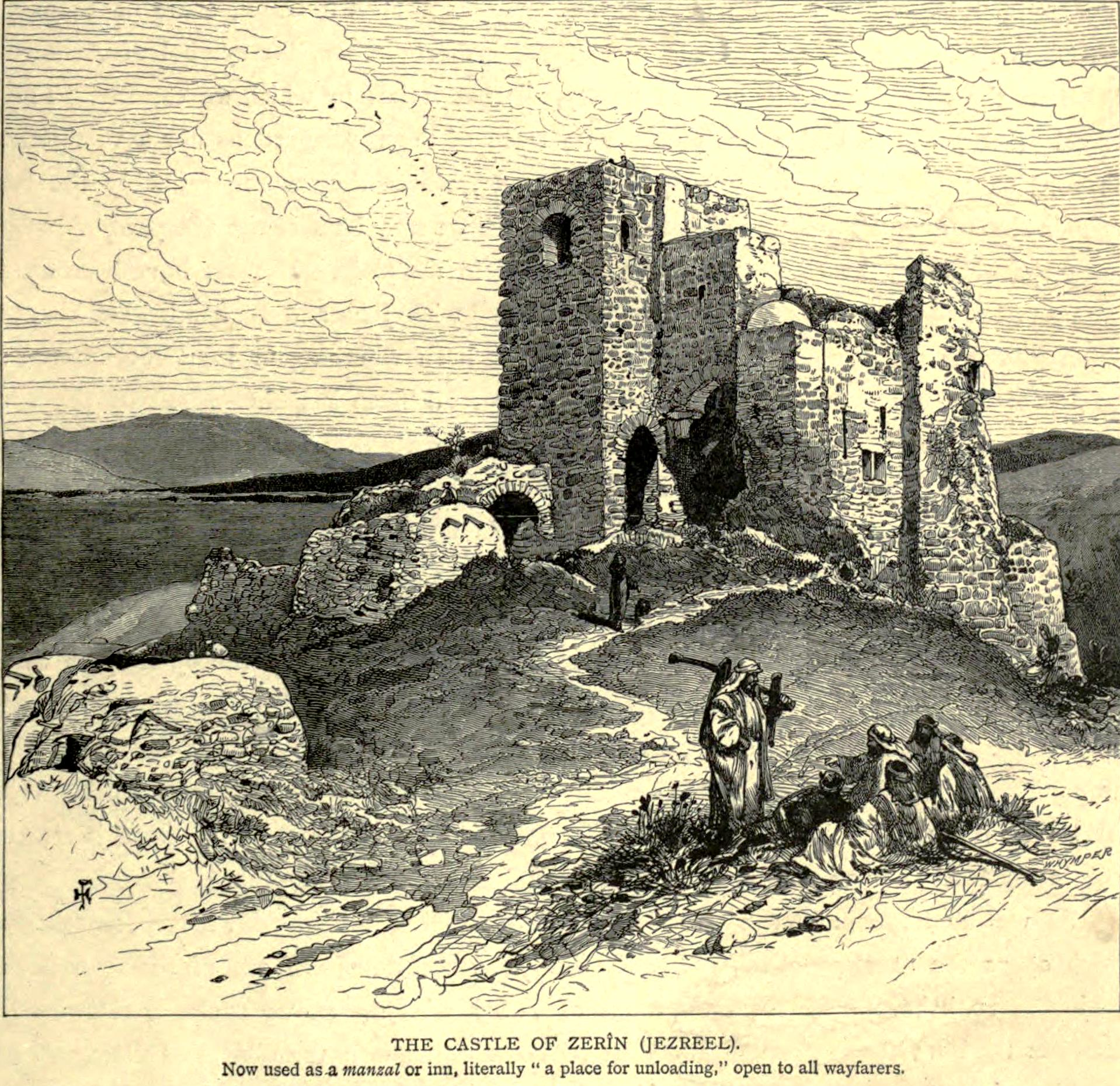
Torre en ruinas en Zir'in, década de 1880.

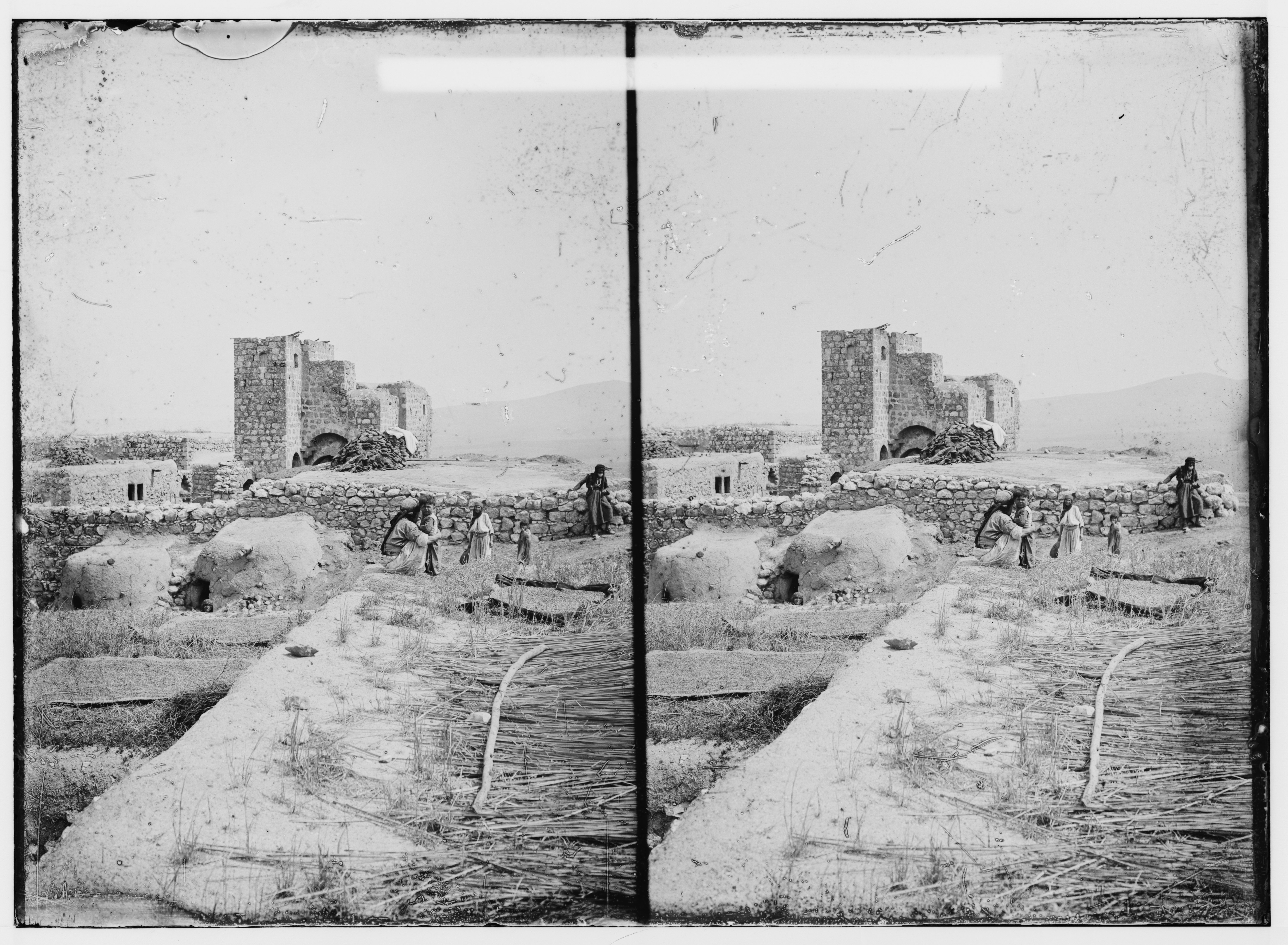
"Restos de la Torre de Jezabel", estereoscopio de 1926 de un miembro de la colonia americana de Jerusalén.